# Rheneades flavescens
Rheneades flavescens är en fjärilsart som beskrevs av Sergius G. Kiriakoff 1962. Rheneades flavescens ingår i släktet Rheneades och familjen tandspinnare. Inga underarter finns listade.